# Christian Thestrup
Christian Thestrup (født 14. november 1689 i Nakskov, død 14. juli 1750 i Farum) var en dansk professor. Han var søn af Frands Thestrup og bror til Matthias de Thestrup.
Thestrup dimitteredes 1703 af sin fader til Universitetet og blev dekan på Kommunitetet. 1709 fik han attestats, og samme år blev han hører ved Aalborg Katedralskole, hvor han 1712 avancerede til konrektor. 1714 tog han magistergraden. 1718-20 var han udenlands, medens hans embede bestyredes ved vikar. 1722 blev han provst på Kommunitetet og samme år professor i matematik; senere blev han professor i filosofi.
1731 beskikkedes han til assessor i Højesteret; fik 1735 justitsråds titel; 1739 udnævntes han til ekstraordinær juridisk professor og blev 1749 etatsråd. Fra hans hånd foreligger et par filosofiske lærebøger foruden en del akademiske afhandlinger af filosofisk indhold. Ved siden af ry for lærdom havde han ord for at være påholdende i pengesager og var ikke så lidt pedantisk. Holberg brugte ham ofte som skive for sine sarkastiske pile.
Hans hustru, Karen, født Fogh (præstedatter fra Ejby ved Køge), hvem han havde ægtet 1725, og som var 20 år yngre end manden, døde i april 1747. Deres 7 døtre var alle gift med kendte mænd, nemlig Christian Magnus de Falsen, fætteren Frands de Thestrup, Poul Egede (gift med 2 søstre), Isaac Andreas Cold, Jens Schielderup Sneedorff og Christian Johan Berger.